# 李京海

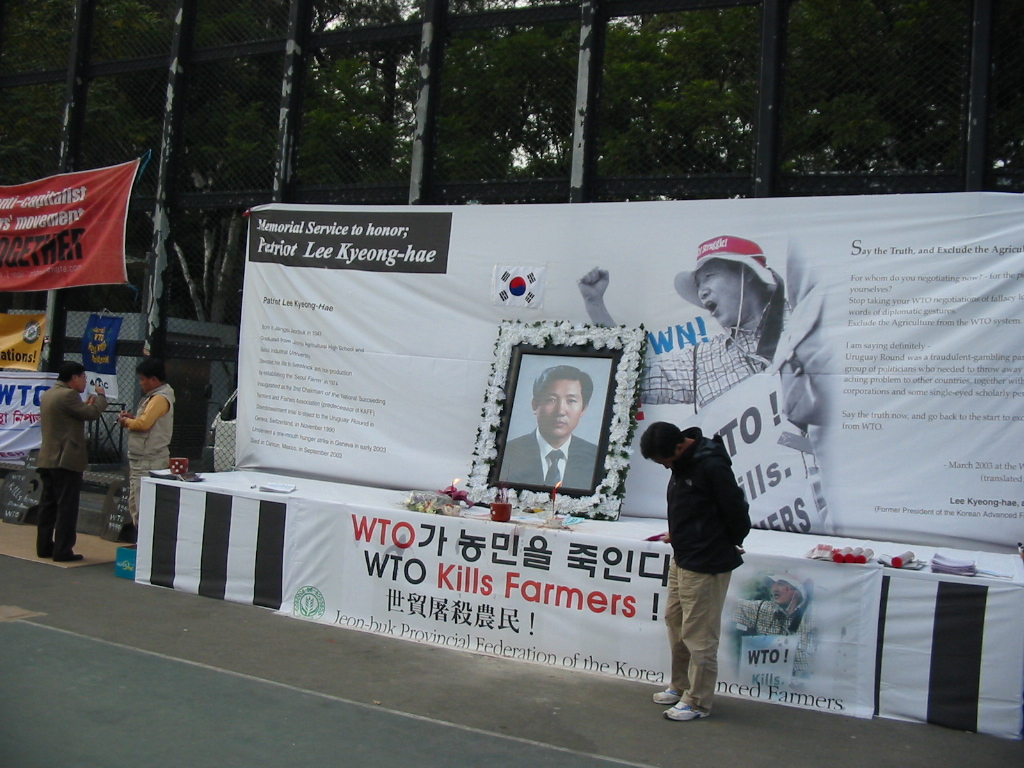
香港での2005年韓国農民団体WTO抗議デモでの祭壇

李 京海（イ・ギョンヘ、朝鮮語: 이경해、1947年8月7日 - 2003年9月10日）は、韓国の農民運動家、政治家。第4・5・6代全羅北道議会議員。全羅北道長水郡出身。2003年にメキシコのカンクンで世界貿易機関（WTO）による農業市場の開放、農産物の貿易自由化の試みに抗議するため自殺した。

## 経歴
全州農高、ソウル農業大学校（現・ソウル市立大学校）農科大学、東国大学校情報産業大学院卒。故郷で農場を運営しながら、長水郡酪友会副会長および農民後継者、全北農漁民後継者協議会長、全国農漁民後継者協議会（現・韓国農業経営者連合会）会長、韓国農漁民新聞社会長を歴任し、1991年に全羅北道議員に当選し、連続3期務めた。そのほかは1997年大韓民国大統領選挙青い農漁村遊説団副団長も務めた。国際連合食糧農業機関の「農夫賞」、「大韓民国建国50年農業界50人」受賞。
2001年8月、日本の小泉純一郎首相の靖国神社参拝に抗議するため、東京の国会議事堂付近でハンガーストライキを行った。
道議員退任後の2003年2月、スイスのジュネーブの世界貿易機関本部前で、ドーハ開発アジェンダ（DDA）の農業交渉の特別委員会議長による細部原則草案の拒否と韓国の開発途上国の地位維持などを求め、英語のポスターを掲げてハンガーストライキを行った。過去にも同地でウルグアイ・ラウンド交渉に反対するため、切腹を試みたことがある。

## 自殺と余波
2003年9月10日、関税の急激な引き下げや開発途上国の地位維持を求める多国の農民たちは第5回世界貿易機関閣僚会議に抗議するため、メキシコのカンクンの会議場の近くで警察と激しく対峙した。農業市場の開放、農産物の貿易自由化に反対する韓国の農民と市民団体ら180余人からなる「韓国カンクン闘争団」のメンバー、韓国前衛農民会議の代表である李京海はその中、「世界貿易機構が農民を殺す」と叫んで切腹した。すぐに病院に搬送されたが、心臓の出血が激しく、同日中に死亡した。
李の死は閣僚会議の交渉の決裂と韓国政府の農民支援対策を引き出したと見なされるため、李は韓国で「烈士」と評される。また、2005年に香港で開催された第6回世界貿易機関閣僚会議に対する抗議デモにも多数の韓国の農民が参加した。